# Botanický klíč
Botanický klíč je knižní pomůcka  sloužící k determinaci (určení)  rostlin, nebo jejich částí.
Má podobu soustavy tvrzení či otázek a dle naší odpovědi se přesuneme k dalšímu bodu, např. listy zpeřené – přejdi na bod 2, listy celistvé – přejdi na bod 3.
I když je takovéto určování mnohdy časově náročné a vyžaduje dobrou znalost pojmů  rostlinné morfologie, je přesnější nežli listování obrázkovým či fotografickým atlasem. Většina[zdroj⁠?!] klíčů je  dichotomických, což znamená, že poskytuje pouze 2 možnosti volby.
Klíč může mít podobu samostatné knihy či internetové stránky, nebo může být součástí jiné publikace (například článku o nějaké skupině rostlin). Dobrý určovací klíč pokrývá celé deklarované téma, čili je-li určen k determinaci kapradin na území ČR, měl by zahrnovat všechny druhy kapradin, které se zde vyskytují, nikoli pouze dvacet nejběžnějších. Botanickým klíčem nejsou atlasy rostlin, rostlinné fotogalerie, popisy rostlin ani  květeny(i když mohou klíče zahrnovat).

## Typy botanických klíčů
- Botanické klíče v užším smyslu – klíč k určování rostlin v určité oblasti (ČR), klíč k určování určité skupiny (mechorosty, řasy, kapradiny, trávy, čeleď brukvovité, rod lipnice…)
- Klíč k určování částí rostlin –  plodů,  semen, rostlinných makrozbytků v archeologických nálezech,  pylových zrn, sterilních trav…
- Dílčí klíče pokrývající například pouze druhy s určitou ekologií - klíč k určování mokřadních ostřic…